# Immelstetten
Immelstetten ist ein Gemeindeteil des oberschwäbischen Marktes Markt Wald im Landkreis Unterallgäu.

## Lage
Das Pfarrdorf Immelstetten liegt etwa drei Kilometer nördlich des Hauptortes am westlichen Ufer der Zusam. Es ist durch die Kreisstraße MN 23 mit Markt Wald verbunden.

## Geschichte
Die erste urkundliche Nennung findet sich im Jahr 1096. Das Straßendorf lag im Norden der ehemaligen Herrschaft Irmatshofen und gehörte später zur Herrschaft Wald der Fugger von Babenhausen. Mit dem Reichsdeputationshauptschluss kam Immelstetten zu Bayern und wurde mit dem Gemeindeedikt von 1818 eine selbstständige Gemeinde. Diese wurde zum Abschluss der Gebietsreform in Bayern am 1. Mai 1978 in den Markt Wald eingegliedert.

## Baudenkmäler
- Pfarrkirche St. Vitus, Umbau durch Valerian Brenner 1711
- Pfarrhaus von 1706